# يان كوبيسكي
يان كوبيسكي (بالتشيكية: Jan Kopecký)‏ مواليد 28 يناير 1982، هو سائق راليات تشيكي. بدأ مسيرته في سنة 2002. كان أول رالي له هو رالي ألمانيا 2002. شارك في بطولة العالم للراليات. شارك في رالي التحدي عبر القارات.

## فرق مثلها
- ميتسوبيشي
- تويوتا

## روابط خارجية
- يان كوبيسكي على موقع Rallye-info.com (الإنجليزية)
- يان كوبيسكي على موقع eWRC-results.com (الإنجليزية)